# Sheikhpura
Sheikhpura é uma cidade e um município no distrito de Sheikhpura, no estado indiano de Bihar.

## Demografia
Segundo o censo de 2001, Sheikhpura tinha uma população de 43.042 habitantes. Os indivíduos do sexo masculino constituem 53% da população e os do sexo feminino 47%. Sheikhpura tem uma taxa de literacia de 51%, inferior à média nacional de 59,5%: a literacia no sexo masculino é de 60% e no sexo feminino é de 42%. Em Sheikhpura, 18% da população está abaixo dos 6 anos de idade.